# Villa Majo
Die Villa Majo oder Villa Genzano-Majo ist ein klassizistisches Landhaus aus dem 18. Jahrhundert im Viertel Vomero von Neapel in der italienischen Region Kampanien. Sie liegt in der Via Girolamo Santacroce, 64.

## Geschichte und Beschreibung
Das Landhaus wurde im Auftrag des Markgrafen von Genzano, Giovanni Andrea de Marinis, erbaut, der mit dem Bau Antonio Niccolini betraute. Nachdem er seinen Sohn verloren hatte, der in der Folge der Revolution von 1799 verurteilt wurde, fiel die Villa an seine Tochter, die mit einem Markgrafen aus der Familie Majo verheiratet war.
Die Villa wurde einst „Villa Majo all’Infrascata“ genannt, weil sie am Eingang zur Via dell’Infrascata (der alte Name der Via Salvator Rosa) steht, die vom Hügel von Vomero in das Stadtzentrum von Neapel führt und von der aus die Allee für die Zufahrt der Wagen angelegt war. Eine Zeitlang, am Anfang des 20. Jahrhunderts, wohnte dort Gaetano Donizetti.
Heute liegt der Eingang zu dem Landhaus an der Via Girolamo Santacroce und steht auf einem kleinen Plateau gegenüber des Parco Viviani mit Blick direkt auf den Golf von Neapel und den Vesuv. Im Park der Villa steht bis heute ein kleiner, klassizistischer Tempel.
Während des gesamten 20. Jahrhundert war die Villa ein Privathaus und heute sind dort Wohnungen untergebracht.